# Каракога (Магжана Жумабаєва район)
Карако́га (каз. Қарақоға) — село у складі району Магжана Жумабаєва Північноказахстанської області Казахстану. Адміністративний центр Каракогинського сільського округу.
Населення — 1726 осіб (2021; 1962 у 2009, 2176 у 1999, 2798 у 1989).
Національний склад станом на 1989 рік:
- росіяни — 63 %.